# Пуцака (Фрозиноне)
Пуцака је насеље у Италији у округу Фрозиноне, региону Лацио.
Према процени из 2011. у насељу је живело 256 становника. Насеље се налази на надморској висини од 167 м.